# Aurel Percă

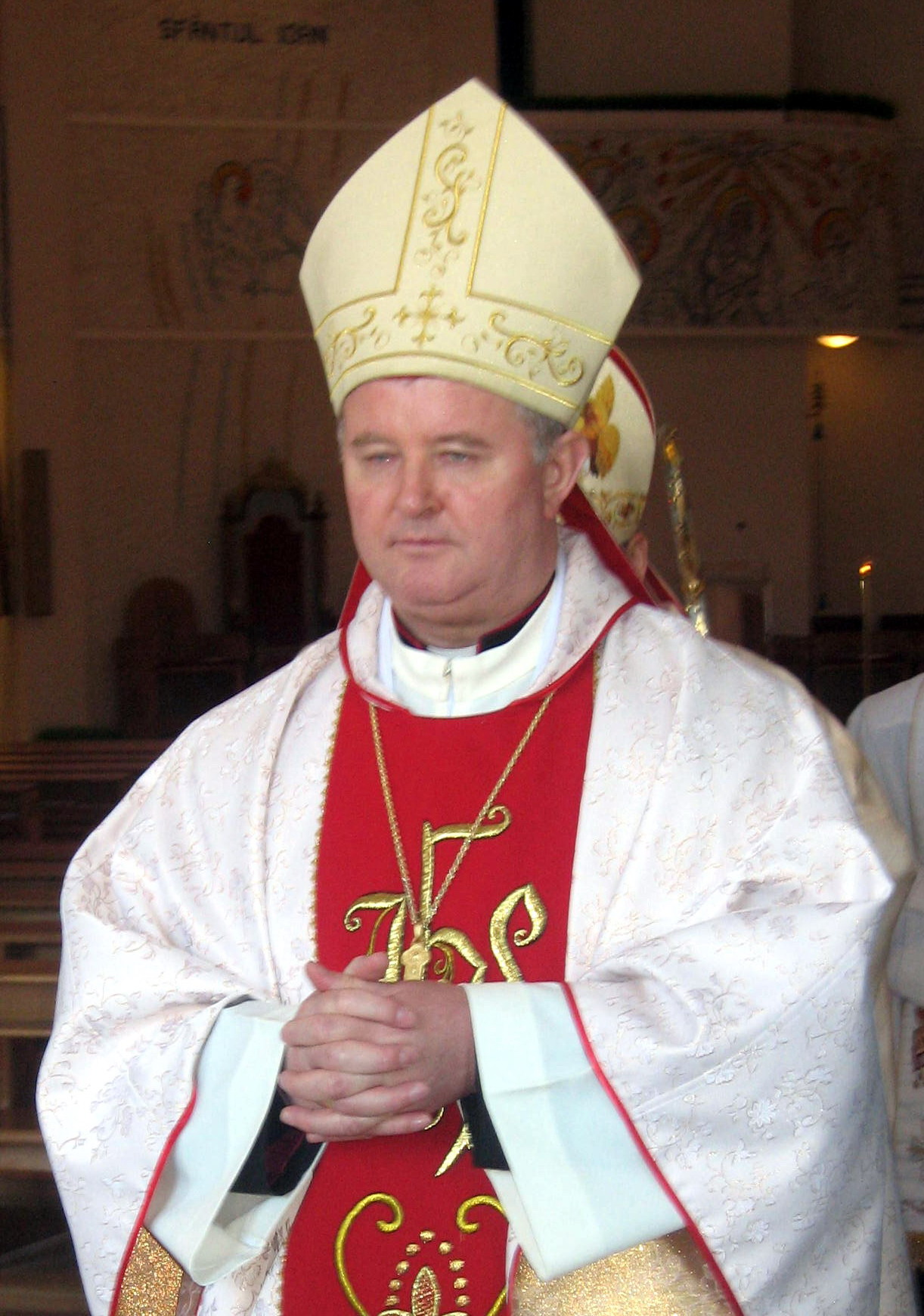
Weihbischof Aurel Percă im Jahr 2011

Erzbischofswappen von Aurel Percă

Bischofswappen von Aurel Percă

Aurel Percă (* 15. August 1951 in Săbăoani, Kreis Neamț, Moldau, Rumänien) ist ein rumänischer Geistlicher und römisch-katholischer Erzbischof von Bukarest in Rumänien.

## Leben
Aurel Percă empfing am 29. Juni 1979 in Iași die Priesterweihe. 1980 wurde er zu weiterführenden Studien nach Rom geschickt. Er erwarb das Lizenziat in orientalischer Theologie am Päpstlichen Orientalischen Institut und in Moraltheologie an der Accademia Alfonsiana. 1985 kehrte er in seine Heimat zurück und wurde zum Cancellarius Curiae im Ordinariat in Iași ernannt. Er wurde Professor für Moraltheologie und Patrologie am katholisch-theologischen Institut Sankt Joseph in Iași. Zwischen 1989 und 1994 war er Rektor des Priesterseminars von Iași.
Am 29. September 1999 wurde er von Papst Johannes Paul II. zum Titularbischof von Mauriana und zum Weihbischof im Bistum Iași ernannt. Die Bischofsweihe spendete ihm Bischof Petru Gherghel am 8. Dezember 1999; Mitkonsekratoren waren Erzbischof Jean-Claude Périsset, der Apostolische Nuntius in Rumänien, und der Erzbischof von Bukarest, Ioan Robu.
Papst Franziskus ernannte ihn am 21. November 2019 zum Erzbischof von Bukarest. Die Amtseinführung fand am 11. Januar des folgenden Jahres statt.